# We Are Never Ever Getting Back Together
We Are Never Ever Getting Back Together ist ein Popsong von Taylor Swift aus ihrem Album Red, das am 22. Oktober 2012 erschien. Die Single wurde am 13. August 2012 veröffentlicht. Das Stück wurde in der ersten Woche laut Billboard 623.000 Mal legal heruntergeladen.

## Musikvideo
Das Musikvideo zu We Are Never Ever Getting Back Together hatte am 31. August 2012 bei YouTube Premiere, nachdem am 14. August 2012 bereits ein Lyric-Video erschienen war. Es wurde von Declan Whitebloom gedreht, der bereits bei den Videos von Mean und Ours die Regie geführt hatte. Es erinnert stilistisch an ein Pop-up-Buch, das als One-Shot-Video gedreht und bei YouTube über 754 Millionen Mal aufgerufen wurde (Stand: November 2023).

## Kritiken
We Are Never Ever Getting Back Together bekam überwiegend positive Kritik. Robert Copsey von Digital Spy meinte, dass, wenn jemand das Recht hätte, ein Break-up-Lied zu produzieren, es Taylor Swift wäre. Er vergab vier von fünf möglichen Sternen. Jason Lipshutz von Billboard vergab 85 von 100 möglichen Punkten und schrieb, dass We Are Never Ever Getting Back Together vertraut vorkomme.

## Kommerzieller Erfolg

### Chartplatzierungen
Die Single wurde Swifts erster Nummer-eins-Hit in den Vereinigten Staaten. Im Vereinigten Königreich erreichte der Song Platz vier, während er im deutschsprachigen Raum nicht unter die Top-20 gelang. Weitere Nummer-eins-Platzierungen gelangen in Kanada und in Neuseeland.
| ChartsChartplatzierungen       | Höchstplatzierung | Wochen |
| ------------------------------ | ----------------- | ------ |
| Deutschland (GfK)              | 21 (21 Wo.)       | 21     |
| Österreich (Ö3)                | 22 (14 Wo.)       | 14     |
| Schweiz (IFPI)                 | 21 (21 Wo.)       | 21     |
| Vereinigte Staaten (Billboard) | 1 (24 Wo.)        | 24     |
| Vereinigtes Königreich (OCC)   | 4 (33 Wo.)        | 33     |

| ChartsJahrescharts (2012)      | Platzierung |
| ------------------------------ | ----------- |
| Vereinigte Staaten (Billboard) | 33          |
| Vereinigtes Königreich (OCC)   | 26          |

### Auszeichnungen für Musikverkäufe
| Land/Region                  | Auszeichnungen für Musikverkäufe (Land/Region, Auszeichnung, Verkäufe) | Verkäufe  |
| ---------------------------- | ---------------------------------------------------------------------- | --------- |
| Australien (ARIA)            | 9× Platin                                                              | 630.000   |
| Brasilien (PMB)              | Diamant                                                                | 250.000   |
| Deutschland (BVMI)           | Platin                                                                 | 300.000   |
| Italien (FIMI)               | Gold                                                                   | 15.000    |
| Japan (RIAJ)                 | Diamant                                                                | 1.000.000 |
| Kanada (MC)                  | Gold                                                                   | 40.000    |
| Mexiko (AMPROFON)            | Gold                                                                   | 30.000    |
| Neuseeland (RMNZ)            | 3× Platin                                                              | 90.000    |
| Österreich (IFPI)            | Platin                                                                 | 30.000    |
| Schweden (IFPI)              | Platin                                                                 | 40.000    |
| Spanien (Promusicae)         | Gold                                                                   | 30.000    |
| Vereinigte Staaten (RIAA)    | 6× Platin                                                              | 6.000.000 |
| Vereinigtes Königreich (BPI) | 2× Platin                                                              | 1.400.000 |
| Insgesamt                    | 4× Gold · 23× Platin · 2× Diamant ·                                    | 9.855.000 |

Hauptartikel: Taylor Swift/Auszeichnungen für Musikverkäufe/Lieder

## We Are Never Ever Getting Back Together (Taylor’s Version)
Am 12. November 2021 veröffentlichte Swift eine Neueinspielung auf ihrem Album Red (Taylor’s Version).
Chartplatzierungen
| ChartsChartplatzierungen       | Höchstplatzierung | Wochen |
| ------------------------------ | ----------------- | ------ |
| Vereinigte Staaten (Billboard) | 55 (1 Wo.)        | 1      |

Auszeichnungen für Musikverkäufe

| Land/Region       | Auszeichnungen für Musikverkäufe (Land/Region, Auszeichnung, Verkäufe) | Verkäufe |
| ----------------- | ---------------------------------------------------------------------- | -------- |
| Australien (ARIA) | Platin                                                                 | 70.000   |
| Brasilien (PMB)   | Gold                                                                   | 20.000   |
| Neuseeland (RMNZ) | Gold                                                                   | 15.000   |
| Insgesamt         | 2× Silber · 1× Gold · 1× Platin ·                                      | 105.000  |

Hauptartikel: Taylor Swift/Auszeichnungen für Musikverkäufe/Lieder